# Emanuel Gyger
Emanuel Gyger (* 6. März 1886 in Achseten bei Frutigen; † 2. Oktober 1951 in Adelboden) war ein Schweizer Fotograf. Er prägte mit seinen Gebirgsaufnahmen und Ansichtskarten der Berner und Walliser Alpen den Fotografiestil der ganzen Region. Er war Begründer der in Adelboden ansässigen Fotografenfamilie Gyger.

## Leben
Emanuel Gyger war das jüngste von sechs Kindern einer Bergbauernfamilie in Achseten. Nach dem Schulabschluss fing er zuerst eine Lehre als Bäcker-Konditor an, die er aber abbrach. Anschliessend absolvierte er die Fotografenlehre bei Fritz Gysling in Spiez. Vor Gyger wirkte in Adelboden der Fotograf A. Stähli, der aber aufgrund seines Alters seine Tätigkeit aufgab und wegzog. Diese Lücke füllte Emanuel Gyger zusammen mit seinem Schwager Hermann Eggimann, als sie 1909 ein Fotogeschäft in Adelboden eröffneten. 1910 zogen sie in die kurz zuvor erworbene Dependence des Hotels «Regina» an der Dorfstrasse um.  Aus gesundheitlichen Gründen zog sich 1930 Hermann Eggimann aus der Geschäftsteilhabe zurück. Der neue Geschäftspartner wurde Arnold Klopfenstein, ein ehemaliger Lehrling Gygers. Das Fotogeschäft nannten sie um in «Gyger und Klopfenstein».
Ein wichtiger Einkommenszweig war der Verkauf von selber hergestellten Ansichtskarten mit Gebirgsmotiven. Sie verkauften auch Kameras und Fotozubehör. In den 1930er Jahren erlebte der Laden eine grosse Konjunktur, so dass sie bis zu 11 Angestellte beschäftigen und zeitweise eine Zweigstelle in Vorschwand führen konnten. Waren die Jahre des Ersten Weltkrieges fürs Fotogeschäft eine wirtschaftliche Herausforderung gewesen, brachten dagegen die im Zweiten Weltkrieg in Adelboden internierten US-Soldaten viel Umsatz. Sie kauften viele Ansichtskarten und Fotokameras, deren Amateurfilme sie wiederum bei «Gyger und Klopfenstein» entwickeln liessen. Emanuel Gyger und Arnold Klopfenstein führten den Betrieb bis zum Tod Gygers 1951 weiter. Danach übernahm sein Neffe Adolf Gyger dessen Teilhabe. Das Fotogeschäft und ein Postkartenverlag in Adelboden sind immer noch im Besitz der Nachfahren jener beiden Familien.

## Werk
Emanuel Gyger hatte früh in seinem Leben ein Auge eingebüsst. Um beim Fotografieren Distanzen wieder richtig einschätzen zu können und Objekte überhaupt plastisch wahrzunehmen, musste er die Art des Sehens umlernen. Dies war ein Hauptgrund dafür, dass er Hell-Dunkel-Kontraste besser voneinander unterscheiden konnte als andere Fotografen. Gerade diese Tatsache gab ihm die Fähigkeit «seine spannungsgeladenen Schwarzweiss-Bilder zu machen».
Obwohl Gyger auch mit Holzkameras arbeitete, verwendete er insbesondere die damals neuartige Panoramakamera mit dem Format 9x29. Dies trug stark zur Bekanntheit der Fotografien Gygers bei. Gemeinsam mit seinem Geschäftspartner und Bergführer Arnold Klopfenstein unternahm er meist wochenlange Wanderungen durch die Alpen, woher die meisten seiner Fotomotive stammen. Typisch für Gygers Aufnahmen ist die Darstellung der «felsig-massigen Struktur des Berges, dessen Wucht und Unnahbarkeit».

## Publikationen
- mit G. Maurer: Adelboden in Bild und Reim. Umschlag: Souvenir Adelboden. Spiez: G. Maurer 1939.
- mit Alfred Breitschmid et al.: Beatenberg. Die Sonnenterrasse über dem Thunersee. Photos von Emanuel, Markus und Kurt Gyger. Bern: P. Haupt 1980. ISBN 3258029326. (Berner Heimatbücher; 123).